# 창원 불곡사 석조비로자나불좌상
창원 불곡사 석조비로자나불좌상(昌原 佛谷寺 石造毘盧遮那佛坐像)은 대한민국 경상남도 창원시에 있는 신라의 불상이다.
1966년 2월 28일 대한민국의 보물 제436호 불곡사석조비로자나불좌상(佛谷寺石造毘盧舍那佛坐像)으로 지정되었다가, 2010년 8월 25일 현재의 명칭으로 변경되었다.

## 개요
850년에서 900년 사이에 집중적으로 만들어진 비로자나불 가운데 하나로 통일신라시대 불상양식의 현실적이고 사실적인 특성을 보여주는 작품이다.
머리에는 작은 소라 모양의 머리칼을 붙여 놓았으며, 정수리 부분에 있는 상투 모양의 머리(육계)는 크고 펑퍼짐하다. 원만한 얼굴에는 눈·코·입 등이 알맞은 크기와 모습으로 배치되었다. 귀는 짧고 목에 있는 3개의 주름인 삼도(三道)는 분명하게 표시되어 있다. 양 어깨에 걸쳐 입은 옷은 불상 전체에 걸쳐져 있고 옷주름은 다리까지 부드러운 곡선을 이루며 흐르고 있다. 손모양은 왼손 검지를 오른손으로 감싼 모습으로 매우 사실적으로 표현하였다. 불상이 앉아있는 대좌(臺座)는 8각형으로 연꽃무늬와 보살상 등이 조각되어 있다.
이 불상은 부석사를 중심으로 한 이 일대의 많은 조성 예들과 함께 부석사 계통을 이으며, 당시 선종의 위세를 알려준다는 점에서 의미를 찾을 수 있다.

## 같이 보기
- 불곡사

## 참고 자료
- 창원 불곡사 석조비로자나불좌상 - 국가유산청 국가유산포털